# Tōkyō Bunka Kaikan

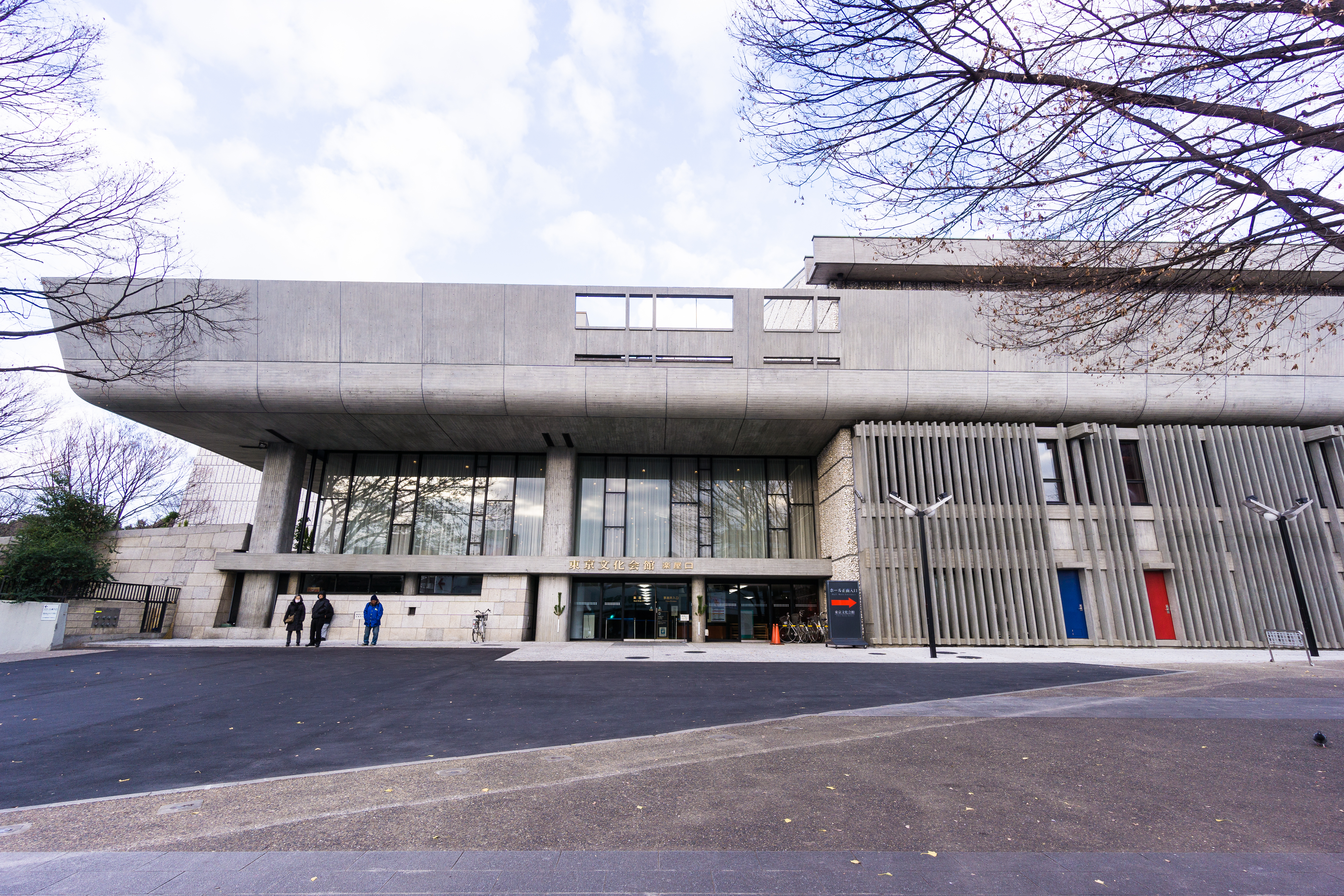
Bunka Kaikan

Das Tōkyō Bunka Kaikan (jap. 東京文化会館, dt. „Kulturzentrum Tokio“) ist eine Konzerthalle im Ueno-Park von Tokio.
Das Tōkyō Bunka Kaikan wurde vom japanischen Architekten Kunio Maekawa entworfen. Es wurde 1961 erbaut und in den Jahren 1998 bis 1999 renoviert. Der Große Saal bietet Platz für 2303 Personen in fünf Rängen, der Kleine Saal bietet 649 Plätze in zwei Rängen. Die Institution wird von der Tōkyō-to rekishi bunka zaidan (engl. Tokyo Metropolitan Foundation for History and Culture, „Stiftung für Geschichte und Kultur der Präfektur Tokio“) betrieben.

## Veranstaltungsorte
- Großer Saal für Orchesterkonzerte, Ballett- und Opernaufführungen
- Kleiner Saal für Kammermusik, Klavierkonzerte, Chöre